# Arena Porte de la Chapelle
Die Arena Porte de la Chapelle (durch Sponsorenvertrag offiziell Adidas Arena) ist eine Mehrzweckhalle im Quartier de la Chapelle (18. Arrondissement) der französischen Hauptstadt Paris. Sie ist auch als Paris Arena II oder Arena Alice Milliat bekannt. Der Bau im Nordosten der Hauptstadt wurde primär für die Olympischen Sommerspiele und die Sommer-Paralympics 2024 errichtet. Sie liegt etwa 2,5 km vom olympischen Dorf bzw. Paralympischen Dorf entfernt. Die Eröffnung war zunächst für den Sommer 2023 geplant. Im Dezember 2022 wurde bekannt, dass man hinter dem Zeitplan hängt, die Fertigstellung sich bis Dezember 2023 hinziehen sollte und die Eröffnung für den Januar 2024 geplant war.

## Geschichte
Schon längere Zeit fehlte es in Paris an einer mittelgroßen Veranstaltungshalle, unterhalb der großen Accor Arena mit rund 20.000 Plätzen. Die Paris Arena II füllt diese Lücke. Die Halle bietet nach den Spielen 8000 Plätze. Bei Konzerten sind es mit dem Innenraum bis zu 9000 Plätze. Neben der großen Halle befinden sich zwei Turnhallen (benannt nach den Leichtathletinnen Alice Coachman und Aimée Lallement) im Gebäude. Sie dienen dem Sport der Anwohner. In den Gebäudekomplex integriert sind zudem 2600 m² Fläche für Gastronomie-, Sport- und Unterhaltungsveranstaltungen sowie Pop-up-Stores.
Bei dem Bau wurde auf Nachhaltigkeit geachtet. Für die Isolierung der großen Halle wurde recycelte Baumwolle verwendet. Die Außenwände der Empfangshalle bestehen aus gepressten Lehmziegeln, die aus Abraummaterial vom Bau des Grand Paris Express gefertigt wurden. Die Kunststoffsitze sind aus recyceltem Material hergestellt. Rund ein Drittel des verwendeten Betons ist kohlenstoffarm und das 6000 m² große Dach ist begrünt. Die beiden kleineren Sporthallen besten aus einer Holzrahmenkonstruktion.
Die ersten Arbeiten auf dem Gelände begannen in Anwesenheit von Bürgermeisterin Anne Hidalgo am 10. März 2020 mit dem Abriss der alten Gebäude. Nach drei Monaten, im Sommer, folgten die ersten Erd- und Fundamentarbeiten. Im Mai 2020 wurde das Bauunternehmen Bouygues mit der Errichtung der Arena Porte de la Chapelle beauftragt. Für den Entwurf sind SCAU architecture und NP2F – Architectes in Zusammenarbeit mit Bouygues verantwortlich.
Bei den Olympischen Sommerspielen wird die Halle für die Wettkämpfe im Badminton und der Rhythmischen Sportgymnastik genutzt. Bei den Sommer-Paralympics soll die Sportarena für Parabadminton und Powerlifting genutzt werden. Zu Badmintonwettkämpfen sollen 6700 Zuschauerplätze zur Verfügung stehen. Bei der Rhythmischen Sportgymnastik und dem Powerlifting sind 7000 Plätze geplant.
Der Basketballclub Paris Basketball nutzt die Halle als neue Heimspielstätte und hat die 1960 eröffnete Halle Georges-Carpentier mit rund 5000 Plätzen verlassen. Der Handballclub Paris Saint-Germain könnte die Veranstaltungshalle für internationale Partien nutzen, da das Stade Pierre de Coubertin dafür zu klein (etwa 4000 Plätze) und veraltet (Eröffnung: 1937) ist.
Am 11. Februar 2024 wurde die neue Halle eröffnet. Paris Basketball traf am 23. Spieltag der LNB Pro A 2023/24 auf Saint-Quentin Basket-Ball und gewann mit 87:65.

## Name
Der Bau trug den Projektnamen Paris Arena II. Im Juli 2022 wurde bekannt, dass die Arena den Sponsornamen Adidas Arena, nach dem deutschen Sportartikelhersteller Adidas, erhalten wird. Adidas unterzeichnete einen Vertrag mit der Betreibergesellschaft SAE POPB, die auch die Accor Arena und das Bataclan verwaltet. Die Vereinbarung läuft über fünf Jahre mit einer möglichen Verlängerung um sieben Jahre. Jährlich zahlt Adidas 2,8 Mio. Euro. Aktivisten forderten die Halle Arena Alice Milliat zu nennen. Alice Milliat (1884–1957) war eine französische Sportlerin, Sportfunktionärin und Kämpferin für Frauenrechte. Sie organisierte die ersten Frauen-Weltspiele in Paris. Anfang Juli 2022 stimmte der Pariser Stadtrat mit 33 Ja- zu 17 Nein-Stimmen bei 26 Enthaltungen der Namensänderung durch den Sponsor zu. Kurz zuvor wurde vom Stadtrat beschlossen, dass die zukünftige Esplanade vor der Sportarena den Namen von Alice Milliat erhalten wird.

## Verkehrsanbindung
Die Station Porte de la Chapelle an der Métrolinie 12 der Métro Paris liegt nur rund 300 Meter Fußweg vor der Arena entfernt. Die Station Rosa Parks der RER E liegt 1,2 km, ein Fußweg von etwa 15 Minuten, entfernt.

## Galerie

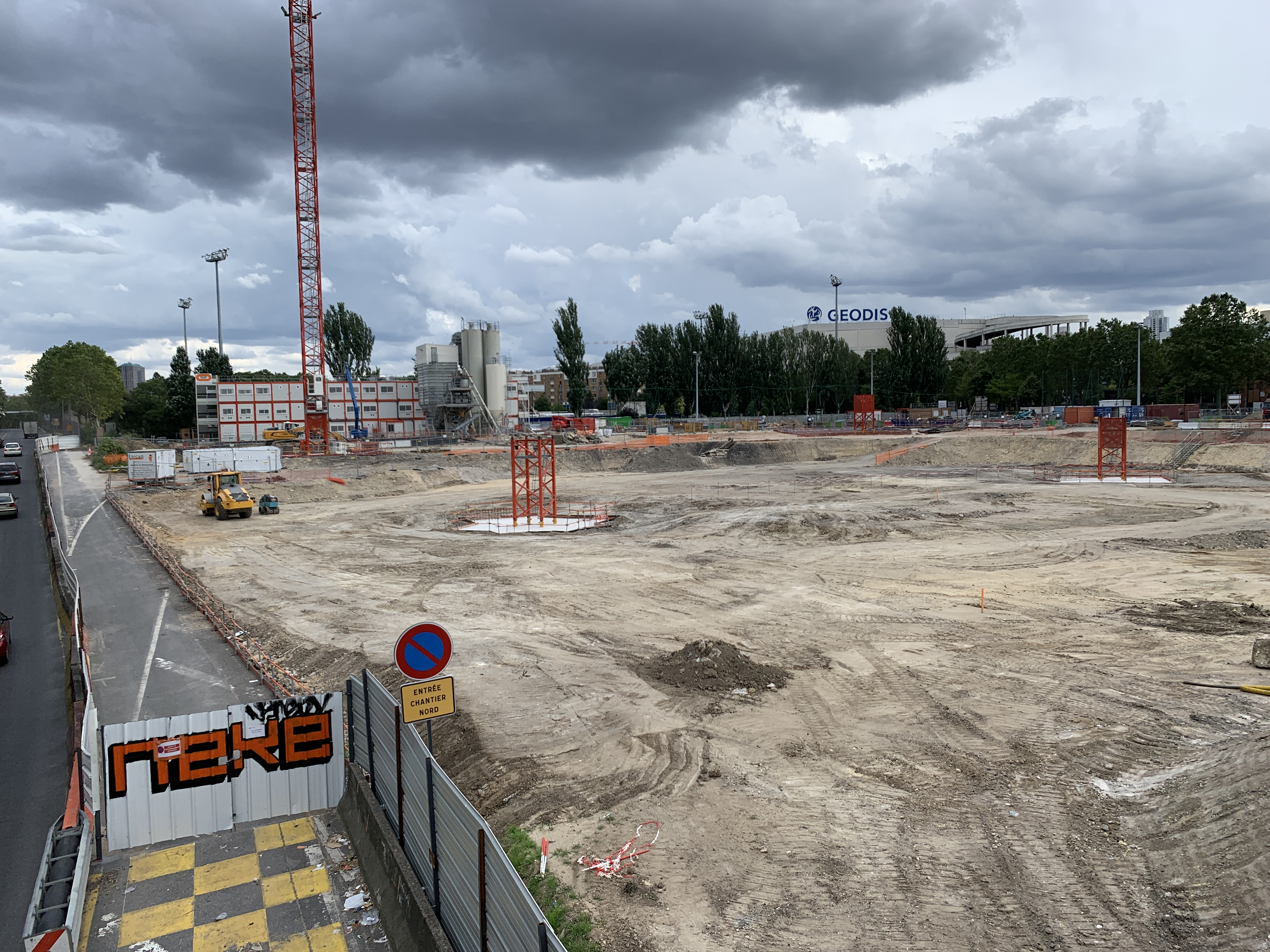
Das Baugelände im Juli 2021
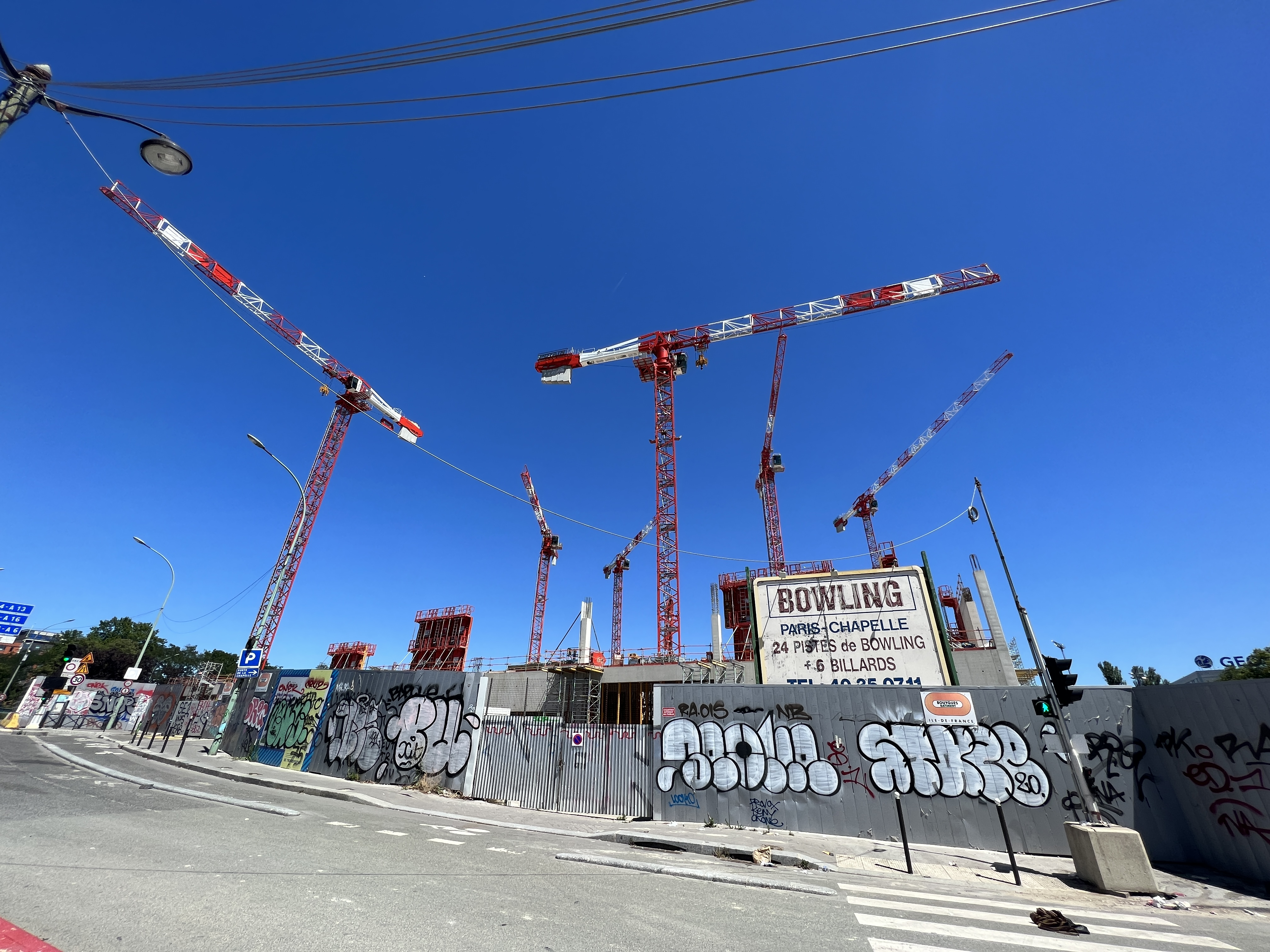
Die Baustelle im Juli 2022
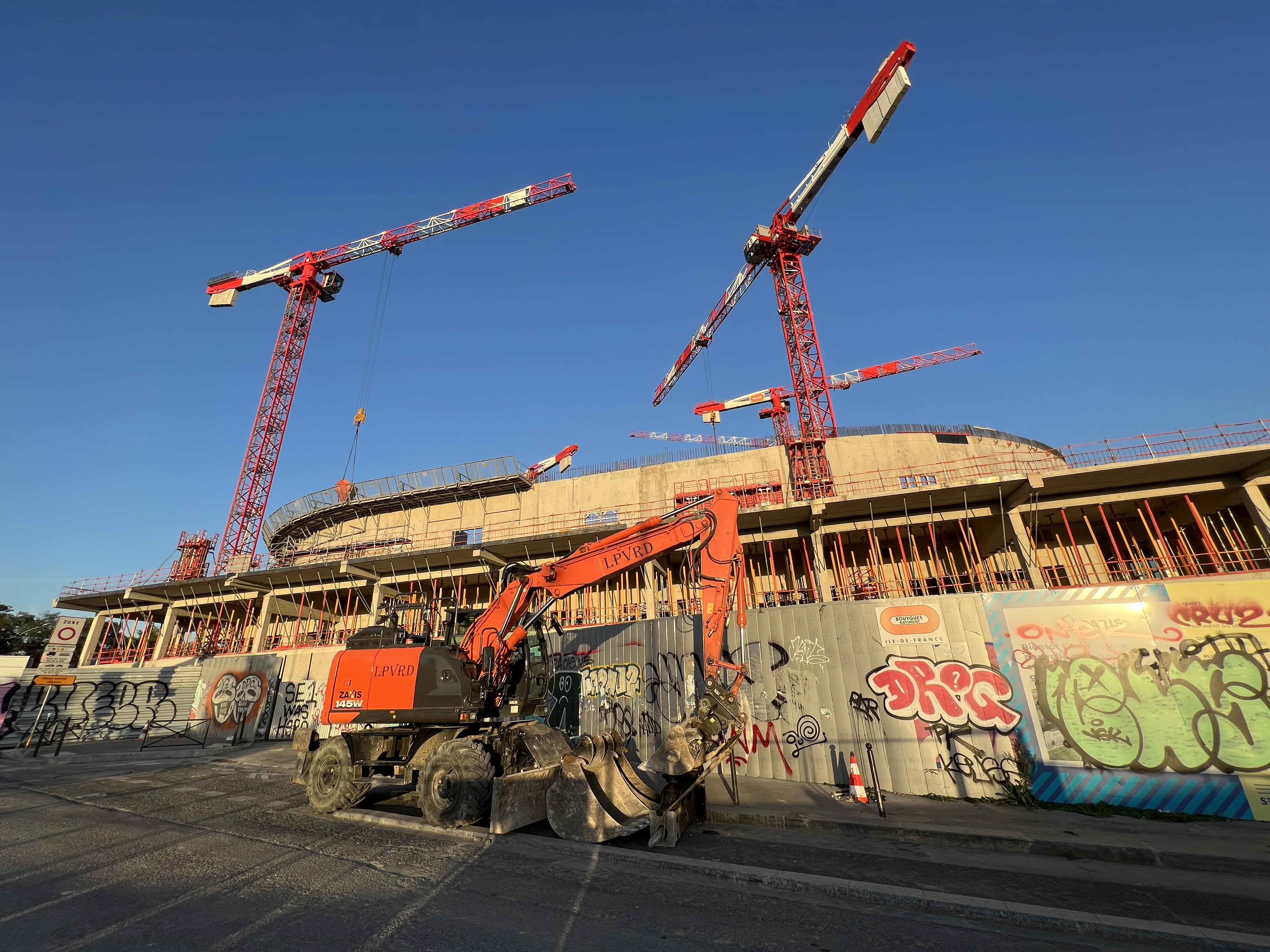
Die Baustelle im Oktober 2022
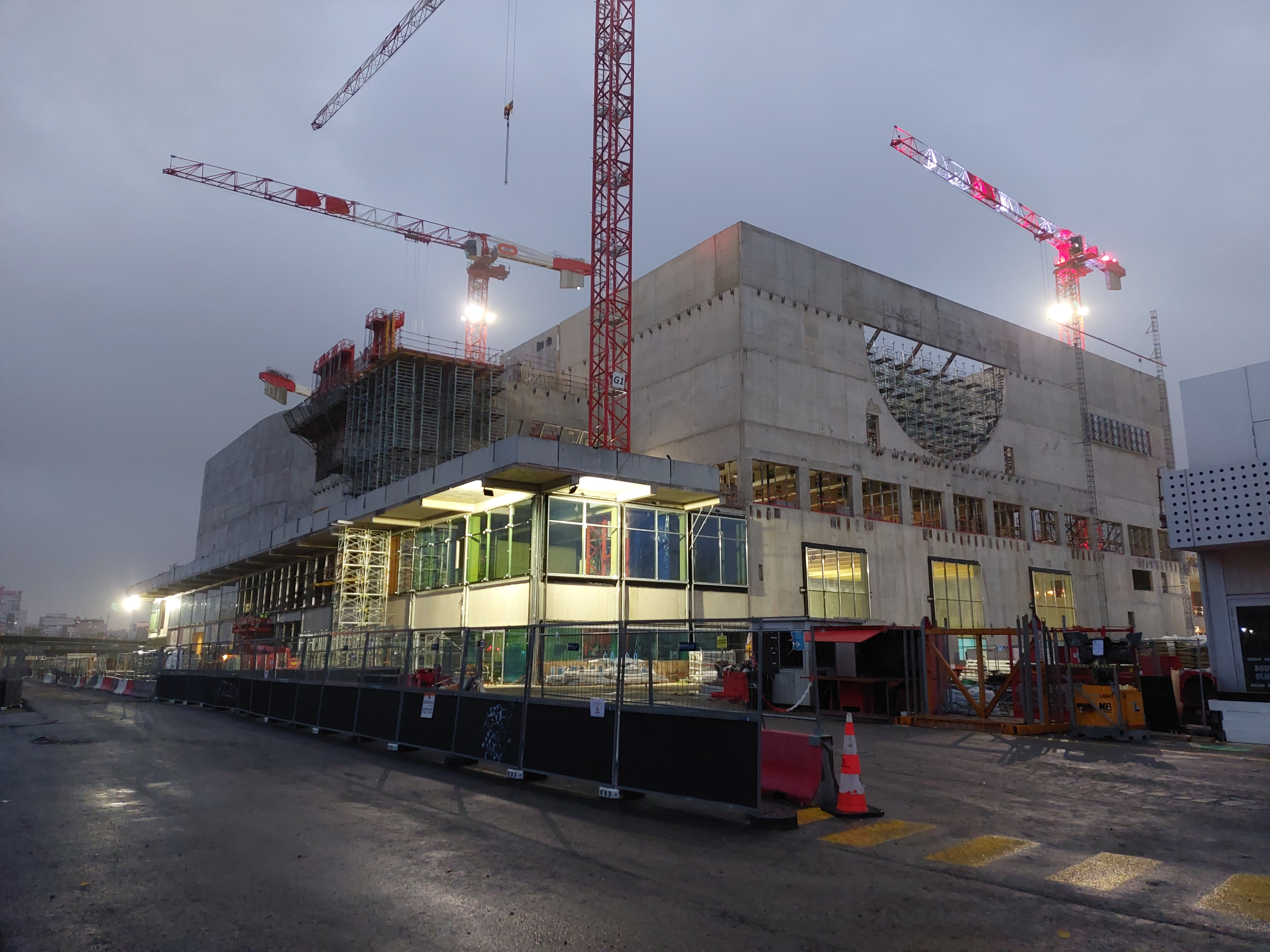
Die Baustelle im Dezember 2022
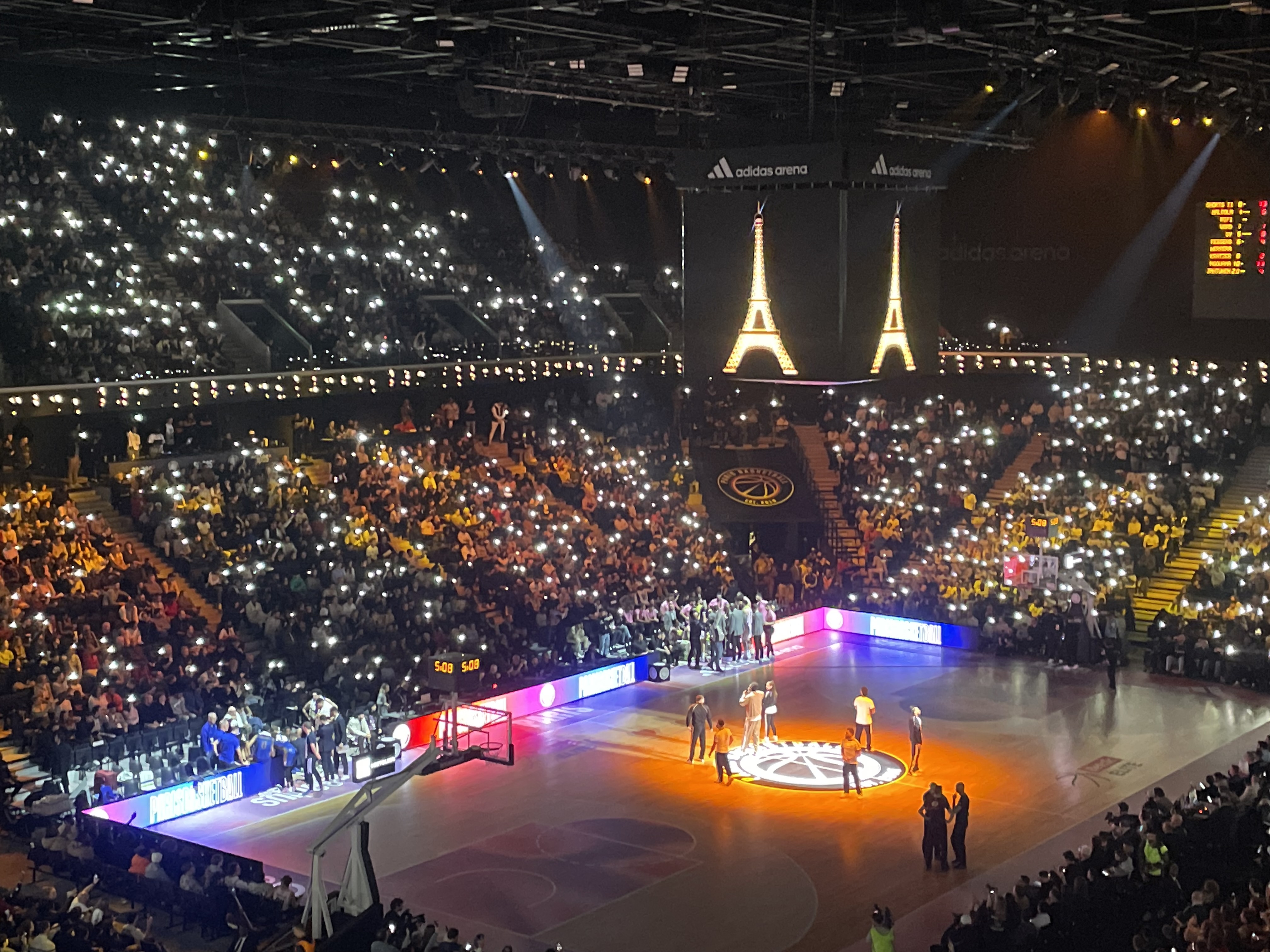
Eröffnung der Halle am 11. Februar 2024
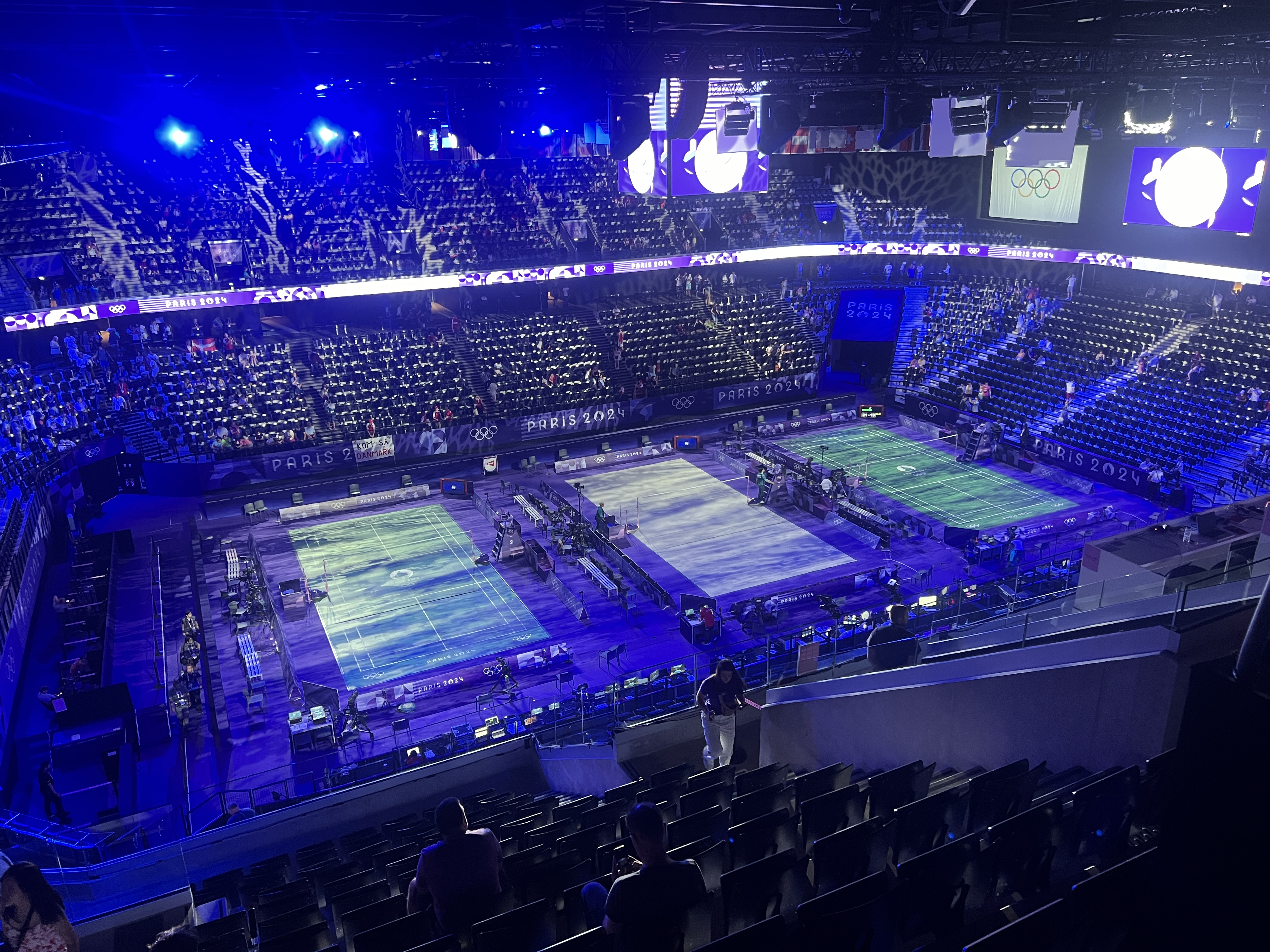
Die Arena während der olympischen Badminton-Wettbewerbe